# Habenaria decaptera
Habenaria decaptera  (лат.) — вид однодольных растений рода Поводник (Habenaria) семейства Орхидные (Orchidaceae). Впервые описан немецким ботаником Генрихом Густавом Райхенбахом в 1882 году.
Синонимичное название — Bilabrella decaptera (Rchb.f.) Szlach. & Kras..

## Распространение и среда обитания
Эндемик Анголы.

## Ботаническое описание
Клубневой геофит.
Плотное растение со стеблем высотой 51—61 см.
Листья прижатые, остроконечные, опушённые, линейно-ланцетной формы.
Соцветие кистевидное, несёт большое количество цветков белого цвета.